# Ciprian Desporrins

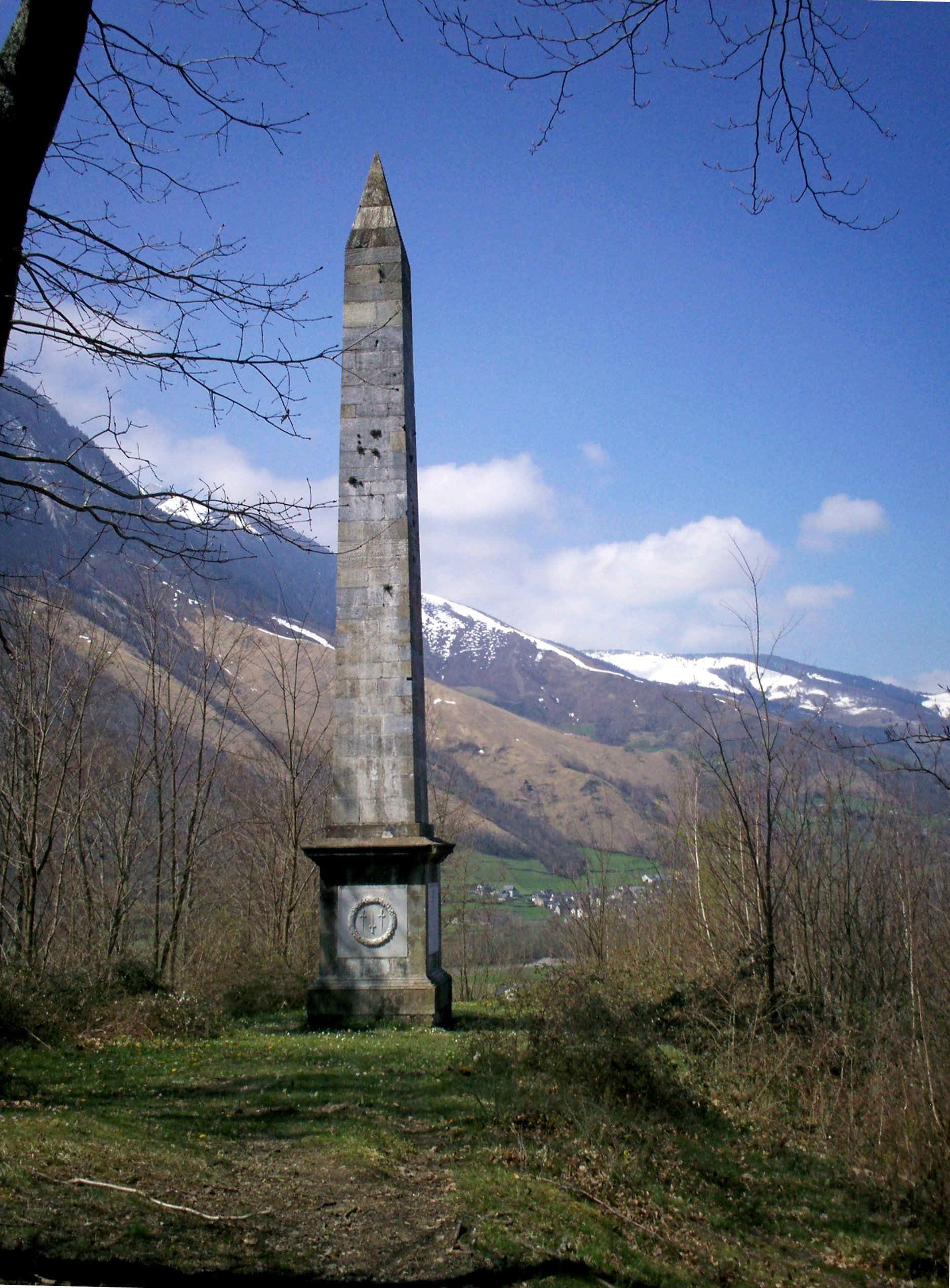
Obelisc en homenatge Ciprian Desporrins

Ciprian Desporrins (Acós, Bearn 1698 - Argelers 1759) fou un poeta bearnès, que fou parlamentari als estats de Bigorra. Han estat conservades unes trenta cançons seves, algunes molts famoses en el seu moment com Rosinholet que canta i Quant vòs ganhar pastoreta charmanta, plenes de gràcia i frescor, apreciades a la cort de Lluís XV de França on foren interpretades per Pèir de Jeliòt per a la Marquesa de Pompadour.
Té un obelisc d'homenatge al seu poble nadat d'Acós, on hi ha gravats dos poemes compostos en honor seu per Xavier Navarrot i Jasmin.